# 展訊通信

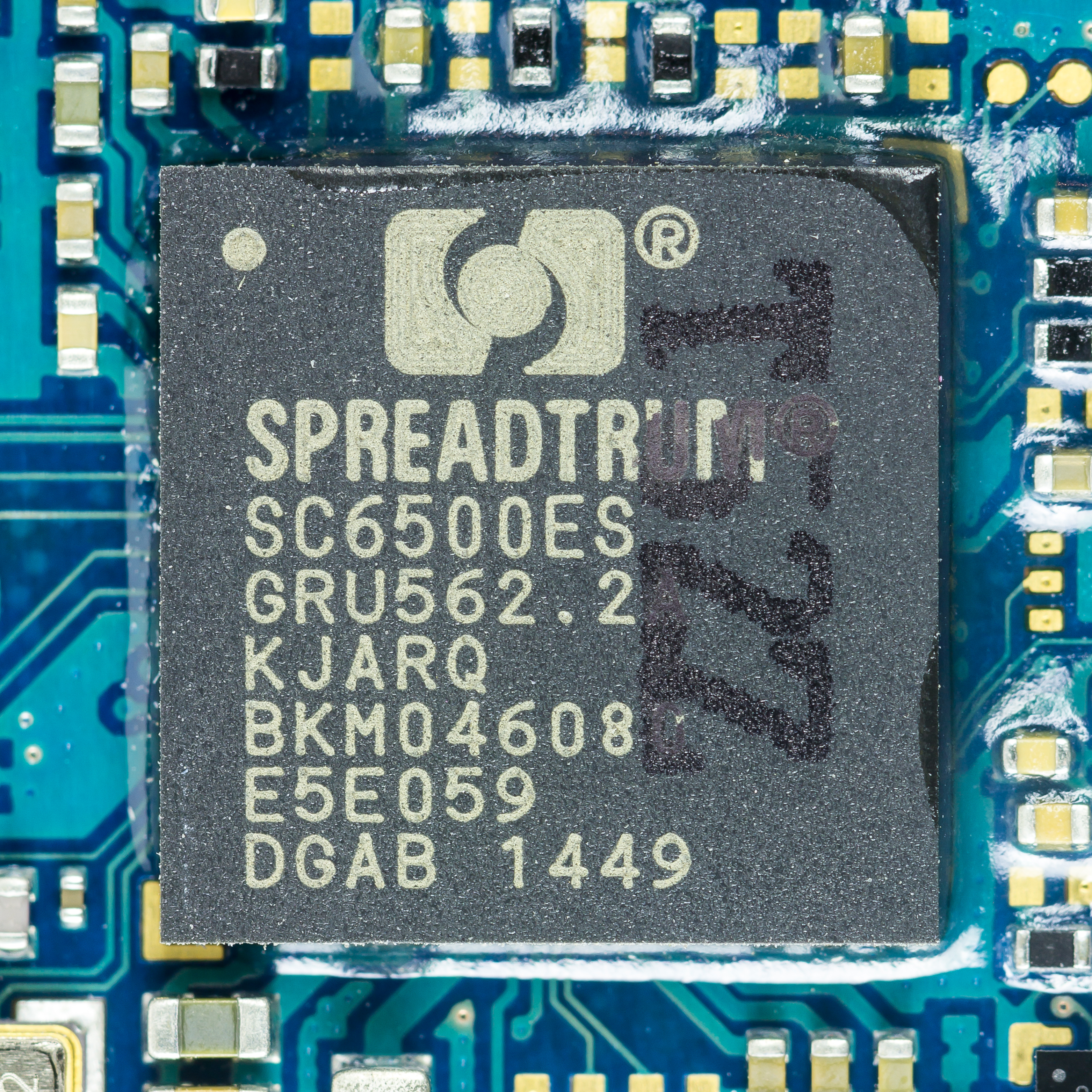
Spreadtrum SC6500ES

展訊通信有限公司（てんじんつうしんゆうげんこうし、中国語: 展讯通信有限公司）、ないし、スプレッドトラム・コミュニケーションズ (Spreadtrum Communications, Inc.) は、上海市に本社を置き、主に携帯電話用の半導体集積回路（チップセット）を、自社工場を持たずにファブレスで生産している中国の半導体企業。同社は、2011年の売り上げにおいて、世界で17番目に大きな実績をあげたファブレス半導体企業であった。
展訊通信は、上海市、北京市、天津市、蘇州市、杭州市、成都市、廈門市や、さらにアメリカ合衆国、フィンランド、インドに研究開発拠点をもち、深圳市に技術サポート・センターを設けているほか、大韓民国、台湾、メキシコに現地サポート・センターを置いている。同社の製品は、GSM、GPRS、EDGE、TD-SCDMA、W-CDMA、HSPA+、TD-LTEなど、無線通信の多様な規格に対応している。
展訊通信は、もともとGSMのチップを製造していたが、近年では中国で標準的になっているTD-SCDMAの3Gに注力している。GSM以外では、GSM/TD-SCDMAを複合させたベースバンドのチップセットや、中国で移動体テレビの標準規格となっているTD-MBMSとDTMBの半導体も提供している。展訊通信の顧客は、中国移動通信の現行のTD-SCDMA端末の50％にのぼるとされる。
展訊通信は、かつては株式を公開しており、NASDAQに上場していたが、清華大学グループの紫光集団により、清華控股を通じて2013年7月におよそ17億8千万ドルで買収されることとなり、2013年12月23日に買収が完了した。